# Clash on Broadway
Clash on Broadway è un cofanetto su triplo CD contenente 64 canzoni, che racconta la storia del gruppo punk britannico The Clash (escluso l'album Cut the Crap). La raccolta contiene brani inediti e versioni alternative di famosi pezzi del gruppo.

## Critica e accoglienza

### Commenti giornalistici
- Q Magazine (aprile 2000, p. 107) commenta: "...about as good as record consumption gets." ("...pressappoco buono come il consumo delle canzoni che ottiene").
- Melody Maker, invece, scrive: "...represents the finest body of work a British band has left since The Beatles....concentrating heavily on their finest two albums (The Clash and London Calling).... Perfect." ("...rappresenta il miglior lavoro finale di una band britannica da quando se ne sono andati i Beatles...concentrato soprattutto nei loro migliori due album (The Clash e London Calling)... Perfetto").

## Tracce
Tutte le canzoni sono scritte dalla coppia Strummer/Jones, eccetto quelle con delle note a fianco.

### Disco 1
1. Janie Jones (demo version, registrato dal produttore Guy Stevens) - 2:11
2. Career Opportunities (demo version, registrato dal produttore Guy Stevens) - 1:58
3. White Riot (Single Version [U.K.]) - 1:59
4. 1977 - 1:41
5. I'm So Bored with the U.S.A. - 2:25
6. Hate & War - 2:06
7. What's My Name (Jones, Levene, Strummer) - 1:40
8. Deny - 3:05
9. London's Burning - 2:10
10. Protex Blue - 1:46
11. Police & Thieves (Murvin, Perry) - 6:00
12. 48 Hours - 1:36
13. Cheat - 2:07
14. Garageland - 3:14
15. Capital Radio One - 2:09
16. Complete Control - 3:14
17. Clash City Rockers - 3:49
18. City of the Dead - 2:24
19. Jail Guitar Doors - 3:05
20. The Prisoner - 3:00
21. (White Man) in Hammersmith Palais - 4:01
22. Pressure Drop (Hibbert) - 3:26
23. 1-2 Crush on You - 3:01
24. English Civil War (live; traditional: riarrangiato da Strummer/Jones) - 2:41
25. I Fought the Law (da Rude Boy; live; Curtis) - 2:26

### Disco 2
1. Safe European Home - 3:51
2. Tommy Gun - 3:17
3. Julie's Been Working for the Drug Squad - 3:04
4. Stay Free - 3:40
5. One Emotion (Brano inedito dalle session dell'album Give 'Em Enough Rope, 1978) - 4:40
6. Groovy Times - 3:30
7. Gates of the West - 3:27
8. Armagideon Time (Dodd, Mittoo, Williams) - 3:50
9. London Calling - 3:20
10. Brand New Cadillac (Taylor) - 2:10
11. Rudie Can't Fail - 3:30
12. The Guns of Brixton (Simonon) - 3:11
13. Spanish Bombs - 3:20
14. Lost in the Supermarket - 3:48
15. The Right Profile - 3:55
16. The Card Cheat - 3:51
17. Death or Glory - 3:57
18. Clampdown - 3:50
19. Train in Vain - 3:11
20. Bankrobber - 4:33

### Disco 3
1. Police on My Back (Grant) - 3:18
2. The Magnificent Seven (Clash) - 5:33
3. The Leader (Clash) - 1:42
4. The Call Up (Clash) - 5:28
5. Somebody Got Murdered (Clash) - 3:35
6. Washington Bullets (Clash) - 3:52
7. Broadway (Clash) - 4:57
8. Lightning Strikes [Not Once But Twice] (Clash, live) - 3:38
9. Every Little Bit Hurts (Cobb, brano inedito) - 4:38
10. Stop the World (Clash) - 2:33
11. Midnight to Stevens (Clash, brano inedito dedicato a Guy Stevens) - 4:39
12. This Is Radio Clash (Clash) - 4:11
13. Cool Confusion (Clash) - 3:15
14. Red Angel Dragnet (Clash, versione modificata) - 3:25
15. Ghetto Defendant (Clash, versione modificata) - 4:15
16. Rock the Casbah (Clash, U.S. Single Version) - 3:42
17. Should I Stay or Should I Go (Clash, U.S. Single Version) - 3:09
18. Straight to Hell (Clash, versione inedita) - 6:56
19. The Street Parade (Clash, traccia nascosta) - 3:27

## Formazione
The Clash
- Joe Strummer - voce, chitarra ritmica, armonie vocali, pianoforte
- Mick Jones - chitarra solista, voce, armonie vocali, cori, chitarre
- Paul Simonon - basso, voce, armonie vocali
- Topper Headon - batteria, percussioni; basso, pianoforte e battiti di mani in Rock the Casbah
- Terry Chimes - batteria nelle tracce 1, 2, 3, 4, 5, 6, 7, 8, 9, 10, 11, 13, 14, 15, disco 1

Altri musicisti
- Mickey Gallagher - organo Hammond in Armagideon Time e Clampdown, piano elettrico in Train in Vain, tastiere in The Magnificent Seven e The Call Up
- Poly Mandell - tastiere in Red Angel Dragnet
- Allen Ginsberg - voce in Ghetto Defendant
- Joe Ely - armonie vocali in Should I Stay or Should I Go?

Crediti
- The Clash - produttore
- Mickey Foote - produttore nelle tracce 1, 2, 3, 4, 5, 6, 7, 8, 9, 10, 11, 13, 14, 15, disco 1
- Lee Perry - produttore nella traccia 16 disco 1
- Bill Price - ingegnere del suono
- Sandy Pearlman - produttore nelle tracce 1, 2, 3, 4, 5 disco 2
- Guy Stevens - produttore nelle tracce 9, 10, 11, 12, 13, 14, 15, 16, 17, 18, 19 disco 2
- Mikey Dread - produttore nella traccia 20 disco 2
- Glyn Johns - ingegnere del suono nelle tracce 13, 14, 15, 16, 17, 18 disco 3